# Робинсон, Ричи
Ричард Дэрил Робинсон (англ. Richard Daryl Robinson; род. 8 июня 1946, Ист-Мельбурн, Мельбурн, Виктория) — австралийский крикетист.

## Биография

### Ранние годы
Родился 8 июня 1946 года в районе Ист-Мельбурн, пригород Мельбурна, штат Виктория, Австралия.

### Игровая карьера
На профессиональном уровне дебютировал в крикете в 1971 году в команде «Виктория», в состава выступал на протяжении всей своей спортивной карьеры, продолжавшейся одиннадцать лет. На протяжении большей части своей игровой карьеры выступал на позиции уикет-кипера, став вторым в Австралии игроком на этой позиции по эффективности после Рода Марша.
Свой первый международный матч в составе национальной сборной Робинсон провёл 16 июня 1977 года против команды Англии. Его последний выход на поле в международном матче состоялся 11 августа того же года, когда австралийцы вновь встретились со сборной Англии.
В 1982 году Робинсон объявил об уходе из профессионального крикета.

### Дальнейшая жизнь
После завершения игровой карьеры Робинсон продолжил работать спортивным функционером, а также работал тренером некоторых спортивных команд.